# Anathallis linearifolia
Anathallis linearifolia är en orkidéart som först beskrevs av Célestin Alfred Cogniaux, och fick sitt nu gällande namn av Alec M. Pridgeon och Mark W. Chase. Anathallis linearifolia ingår i släktet Anathallis och familjen orkidéer. Inga underarter finns listade i Catalogue of Life.

## Bildgalleri

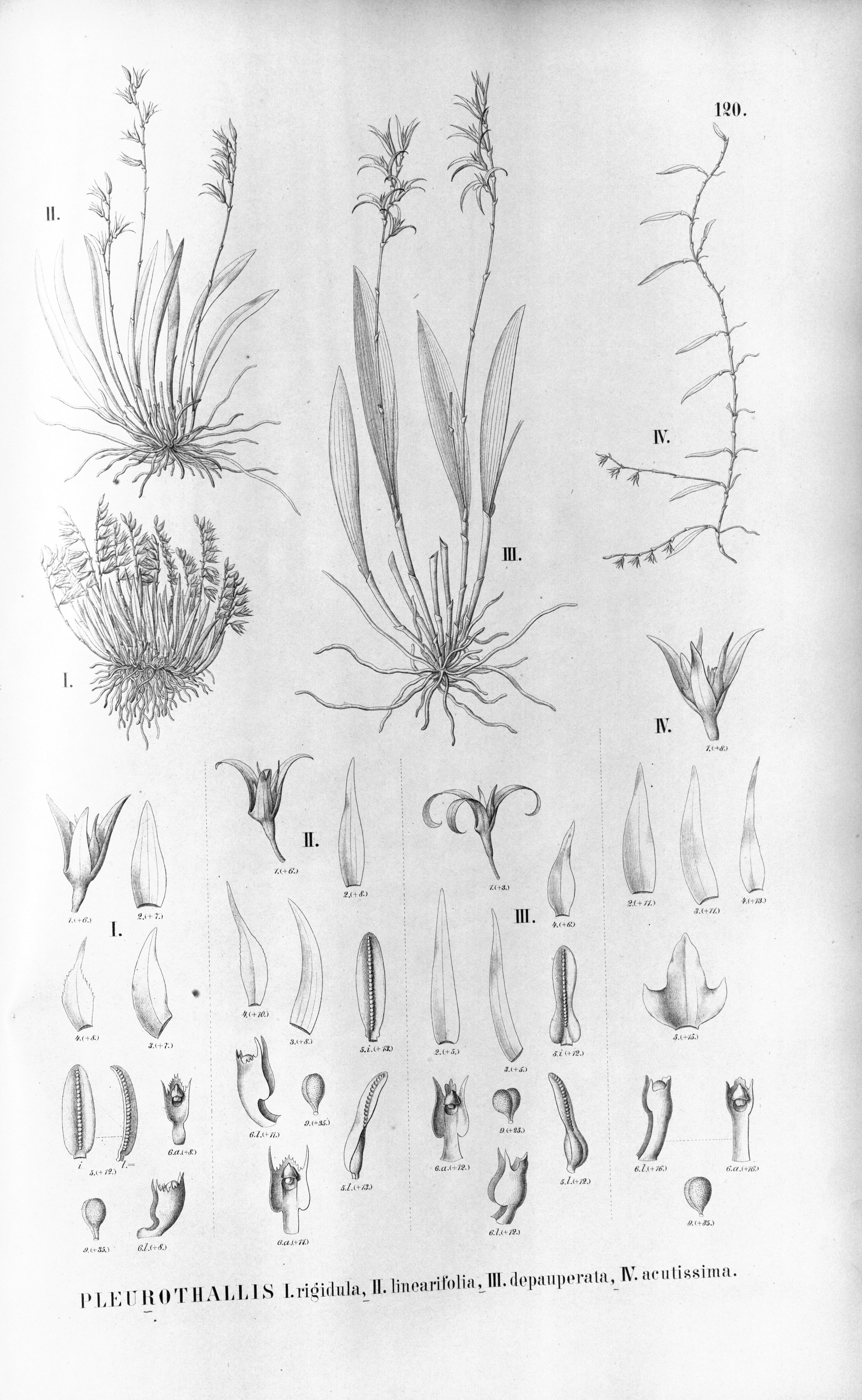